# Strangerland
Strangerland è un film del 2015 diretto da Kim Farrant.
Il film drammatico australiano-irlandese è stato scritto da Michael Kinirons e Fiona Seres ed interpretato da Nicole Kidman, Joseph Fiennes, e Hugo Weaving. È stato presentato al Sundance Film Festival il 23 gennaio 2015.
Distribuito dalla Alchemy in un numero limitato di sale cinematografiche e attraverso il video on demand il 10 luglio 2015, ha incassato 1 milione di dollari a fronte di un budget di circa 10 milioni.

## Trama
Catherine e Matthew Parker si trasferiscono con i loro figli Lily e Tom nella remota cittadina di Nathgari, nel deserto australiano. La famiglia non è soddisfatta del trasferimento e Matthew e Tom incolpano Lily di averli costretti a lasciare la città di Coonaburra. Quando non riesce a dormire, a volte Tom passeggia all'aperto col buio malgrado i suoi genitori tentino di scoraggiare questa sua attività. Una notte, Matthew vede Tom uscire di casa, seguito da Lily, ma torna a dormire senza fare nulla. La mattina successiva Catherine si sveglia tardi e, preoccupata di non trovare i ragazzi, chiama Matthew al lavoro. Lui la rassicura dicendole che devono essere andati a scuola prima che lei si svegliasse. Quando la scuola telefona per segnalare che Tom e Lily non si sono presentati, Catherine si allarma ancor di più, anche perché una tempesta di sabbia sta per colpire l'area. Matthew la scoraggia dall'avvertire chiunque, perché non vuole che le questioni di famiglia diventino ancora una volta di dominio pubblico. Contro la sua volontà, Catherine contatta diverse persone e infine la polizia.
Mentre redige il rapporto, il detective David Rae apprende che Lily era già stata in precedenza data per dispersa. Catherine e Matthew rivelano con riluttanza che era scomparsa per alcuni giorni e che si era presentata a casa di un amico. Dopo ulteriori indagini, Rae viene a sapere che uno degli insegnanti di Lily a Coonaburra, Neil McPherson, fece sesso con lei e quando Matthew lo scoprì aggredì l'uomo. I Parker ammettono a Rae di aver lasciato Coonaburra per sfuggire ai pettegolezzi dei vicini. Catherine accusa il marito di pensare ancora al lavoro anziché concentrarsi esclusivamente sulla ricerca dei figli, ma lui si giustifica insistendo sul fatto che non ha alternativa. Le ricerche di Rae in città rivelano inoltre che Lily aveva avuto molteplici rapporti sessuali con uomini del luogo, pur essendo minorenne. Catherine scopre nel diario di Lily immagini e poesie su diverse persone: McPherson, Burtie (il tuttofare mentalmente ritardato dei Parker) e un giovane sbruffoncello locale soprannominato Slug. Nel diario Lily descrive anche il matrimonio dei suoi genitori come una farsa e Catherine scoppia a piangere. La donna consegna il diario di Lily a Rae con la promessa di non dir nulla a Matthew.
Matthew si reca a Coonaburra, dove minaccia McPherson. Coreen, la ragazza di Rae e sorella di Burtie, si infastidisce quando Rae non condivide i dettagli del caso con lei. Rae distrugge una prova che collega Burtie a Lily e scoraggia l'uomo dal confessargli qualunque cosa che possa incriminarlo. Rae arresta Slug ma, senza prove della sua colpevolezza, è costretto a liberarlo. In città viene organizzata una squadra di ricerca per trovare i ragazzi scomparsi ma Matthew rifiuta di partecipare, facendo arrabbiare ulteriormente Catherine. Rae suggerisce a Catherine che deve esserci un motivo se i suoi figli sono scappati. Catherine allora affronta Matthew e, alla luce dei comportamenti sessuali di Lily, gli chiede se lui l'ha mai molestata. Lui nega incredulo e le chiede il perché di una simile domanda; lei gli rinfaccia la sua apparente riluttanza ad aiutare a trovare i bambini. Venuto a sapere che Burtie ha avuto un rapporto con la figlia, Matthew malmena anche lui e gli perquisisce la casa. Coreen richiede a Rae di arrestare Matthew per l'accaduto ma, quando lei lo accusa di prendere la parte dei Parker, il compagno le svela il coinvolgimento di Burtie.
Burtie fa visita ai Parker e chiede di parlare con Matthew. Catherine lo invita ad entrare, ma lui se ne va quando lei tenta di sedurlo indossando gli abiti di Lily. Intanto Matthew, mappando zona dopo zona il deserto in una solitaria ricerca in auto, trova il figlio Tom disidratato e incosciente. Il ragazzo rifiuta inizialmente di parlare, ma scosso dalle urla della madre dice a Matthew di aver visto Lily salire in un'automobile, lasciando intendere di non sapere dove fosse andata né se fosse viva o morta. Catherine ascolta di nascosto le ipotesi dei vicini sulla scomparsa e probabile morte di Lily, e riceve due inquietanti telefonate anonime, una asserente con rancore il comportamento promiscuo della figlia. Sconvolta, va a trovare Rae, tenta di sedurlo ma, non riuscendoci, si inoltra da sola nel deserto, per poi riapparire più tardi in città completamente nuda. Quella sera, a letto, Matthew ammette di aver visto i ragazzi lasciare la casa la notte della loro scomparsa, e Catherine confessa a Matthew di avergli tenuto nascosto il diario di Lily. Matthew dice a Catherine di non averli fermati perché voleva punire Lily. Catherine abbraccia Tom e passeggia sulla veranda, dove lei e Matthew si consolano a vicenda. Stringendo il diario di Lily, Matthew piange e dice che vorrebbe poter tornare indietro. La voce finale legge due versi dei pensieri tormentati di Lily, il cui destino rimane incerto.

## Produzione
Il 20 ottobre 2013 Screen Australia ha annunciato di voler finanziare il film, con Nicole Kidman, Guy Pearce e Hugo Weaving quali protagonisti, Macdara Kelleher e Naomi Wench come produttori, Kim Farrant come regista e Fiona Seres e Michael Kinirons come sceneggiatori. Gli altri membri del cast annunciati erano Lisa Flanagan, Martin Dingle Muro, Meyne Wyatt e Nicholas Hamilton. Il 13 marzo 2014 Joseph Fiennes ha sostituito Pearce. Il 27 marzo 2014 è stato annunciato che Maddison Brown, al debutto come attrice, aveva ottenuto un ruolo da protagonista e che il film sarebbe stato finanziato da Worldview Entertainment.

### Riprese
Il 27 marzo 2014 venne annunciato che l'inizio delle riprese del film erano previste per l'ultima settimana di marzo a Sydney. Fra le località delle riprese del film c'erano anche Canowindra e Broken Hill nel Nuovo Galles del Sud, e Alice Springs, nel Territorio del Nord. Le riprese cominciarono ufficialmente il 31 marzo 2014.

### Marketing
Un'immagine e la sinossi del film sono state rivelate il 5 maggio 2014. Il 3 giugno 2015 è uscito il poster ufficiale.

## Distribuzione
Il film è stato presentato in anteprima mondiale al Sundance Film Festival il 23 gennaio 2015. Successivamente Alchemy acquistò i diritti di distribuzione del film che fu presentato anche al Festival di Belgrado, al Seattle International Film Festival e al Festival del Cinema di Sydney. Il film è uscito negli Stati Uniti il 10 luglio 2015 a una versione limitata e contemporaneamente distribuito come video on demand.

## Accoglienza

### Critica
Strangerland è stato accolto principalmente con recensioni negative, guadagnando un indice di gradimento del 39% da Rotten Tomatoes sulla base di 62 recensioni con un punteggio medio ponderato di 5,2/10. Il giudizio del sito è: "Strangerland ha un meraviglioso cast, ma i loro sforzi non sono sufficienti a superare il melodramma blandamente prevedibile della storia". Metacritic riporta un punteggio normalizzato di 42/100, sulla base di 13 recensioni, nel complesso giudicate fra "contrastanti e medie".
Brad Wheeler del Globe and Mail ne ha dato una recensione positiva: "Misterioso e imprevedibile, Strangerland tiene alta l'attenzione, anche se i tradizionali trucchi di suspense sono evitati come i dingo in un asilo".
Matthew Lickona del San Diego Reader ha commentato: "Il regista Kim Farrant rende un feeling duro, spietato, e selvaggio come la terra sulla quale la camera si sofferma, ed è l'idea giusta quando si maneggia il potenziale melodramma del materiale".
Staci Layne Wilson di AtHomeInHollywood.com ha dichiarato che il film è "presentato attraverso un prisma dell'impotenza femminile accostato al dolore e alla paura di una madre".
Joe McGovern di Entertainment Weekly loda Nicole Kidman, sostenendo che "le sue migliori interpretazioni sono spesso state quelle di mamme in lutto (Ore 10: calma piatta, The Others, Rabbit Hole) e in questa occasione fornisce ad un flaccido film l'unico lampo di audacia e imprevedibilità".
Richard Roeper del Chicago Sun-Times ha dato una recensione negativa, dicendo che il film "finisce la benzina, lasciandoci con un paio di dimenticabili momenti finali. Grazie. Grazie per niente".

## Riconoscimenti
- 2015 - AFCA Awards
  - Nomination Miglior attrice a Nicole Kidman
  - Nomination Miglior fotografia a P.J. Dillon
- 2015 - FCCA
  - Nomination Miglior attrice a Nicole Kidman
  - Nomination Miglior attore non protagonista a Hugo Weaving
- 2015 - Sundance Film Festival
  - Nomination Gran premio della giuria a Kim Farrant
- 2015 - Sydney Film Festival
  - Nomination Miglior film a Kim Farrant